# 弗里德姆 (內布拉斯加州)
弗里德姆（英語：Freedom）是位於美國內布拉斯加州弗蘭蒂爾縣的非建制地區。

## 歷史
弗里德姆的郵局於1886年設立，1887年關閉後又於1895年重啟，最終於1946年停運。

## 地理
弗里德姆所處的海拔為高於海平面814米（即2671英呎），而該地所採用的時區為UTC-6，即北美中部时区（CST）。同時該地設有夏令時間，為UTC-6調快一小時，即UTC-5（CDT）。